# Зитте, Курт
Курт Зи́тте (нем. Kurt Sitte; 1 декабря 1910, Райхенберг — 20 июня 1993, Фрайбург) — немецкий физик-ядерщик, политический заключённый в нацистском концентрационном лагере «Бухенвальд», первый осуждённый по делу о шпионаже в истории Израиля.

## Биография

### До нацизма
Курт Зитте родился 1 декабря 1910 года в Райхенберге, Австро-Венгрия в семье преподавателя и художника Курта Зитте Старшего и его супруги Гизелы, урождённой Шихт. Изучал математику и физику в Немецком университете в Праге. В 1932 году получил диплом в области естественных наук. В 1935 году получил в Праге хабилитацию по физике и затем работал в университете в качестве приват-доцента. Зитте председательствовал в демократическом дискуссионном клубе «Действие» в Райхенберге и участвовал в антифашистском движении судетских немцев. Во время Судетского кризиса, 18 сентября 1938 года стал одним из соучредителей «Национального совета всех желающих мира судето-немцев».

### В концлагере «Бухенвальд»
После аннексии Судетской области нацистской Германией в марте 1939 года Зитте был арестован в Праге, а затем как политический заключённый помещён в концлагерь «Дахау». В конце сентября 1939 года был переведён в концлагерь «Бухенвальд». С весны 1942 года работал в так называемом Отделе патологии лагеря и стал заместителем его капо Густава Вегерера. Как рассказывал позднее находившийся в то же время в заключении Ойген Когон, оба читали заинтересованным сокамерникам курсы на тему медицины и биологии. По поручению главного врача концлагеря Вальдемара Ховена Вегер и Зитте написали для него диссертацию под названием «Опыт лечения лёгочного туберкулёза путем ингаляции угольного коллоида». Имя Зитте было в списке 46 политических заключённых, которых СС планировала к расстрелу перед освобождением лагеря американской армией в апреле 1945 года, однако он, как почти все упомянутые в списке, смог спрятаться и дожить до освобождения. Его подруга, еврейка из Праги и будущая жена, также смогла выжить в концлагере.

### Раннее послевоенное время
После падения нацизма, с 1946 года Зитте работал в Эдинбургском и Манчестерском университетах.

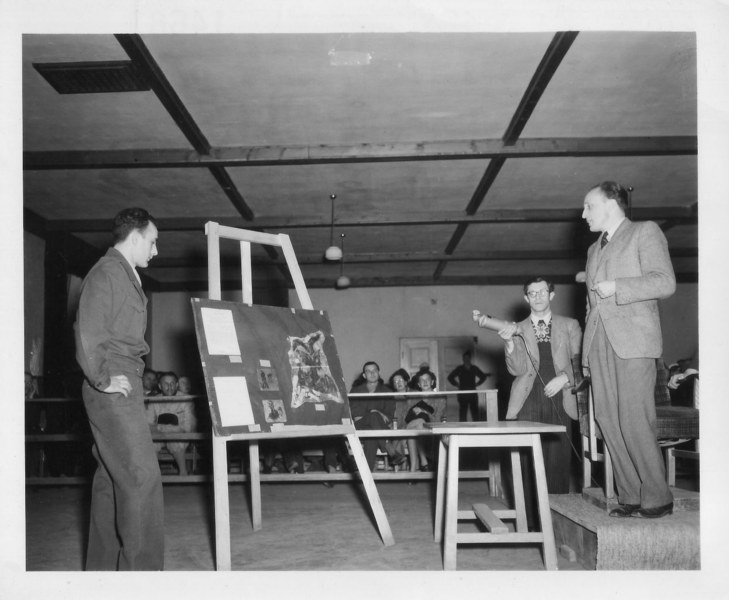
Курт Зитте идентифицирует выделанную человеческую кожу с татуировками на Бухенвальдском процессе

В апреле 1947 года дал показания в качестве свидетеля обвинения на Бухенвальдском процессе. В этом контексте он идентифицировал фрагменты выделанной человеческой кожи с татуировками как изготовленные в лагере. По его словам, кожа выделывалась заключёнными «Бухенвальда», а решения о её использовании принимали другие люди. Его показания легли в основу обвинения жены командующего «Бухенвальда» Ильзы Кох в том, что она приказывала убивать имевших татуировки заключённых для использовании их кожи в декоративных целях. Несмотря на это, наличие приказа об убийстве заключённых со стороны Ильзы Кох не было доказано, и вынесенный ей приговор о пожизненном заключении был сокращён в 1948 году до четырёх лет.
Зитте был также допрошен членами следственной комиссии из числа сенаторов США относительно найденной в «Бухенвальде» усушенной человеческой головы. Зитте подтвердил, что это человеческая голова — один из двух экземпляров из коллекции Отдела патологии СС, и что он видел обеих жертв живыми. По его словам, эти головы принадлежали двум польским заключённым концлагеря, которые в конце 1939 или начале 1940 года пытались сбежать из «Бухенвальда». Оба были схвачены, подверглись истязаниям в лагере перед собранными заключёнными и позже, уже в отсутствии других заключённых, были повешены в крематории лагеря.
В 1948 году Зитте переехал в США, где стал профессором физики Сиракузского университета. Там он начал заниматься исследованиями в области ядерной физики и космического излучения. В 1953 году он стал членом Нью-Йоркской академии наук. Из-за своей дружбы с чехословацкими коммунистами, которых он знал по «Бухенвальду» и с которыми встречался во время поездок в Восточный блок, Зитте находился под наблюдением ФБР. В 1953 году ФБР рекомендовало не продлевать Зитте американскую визу, и он был вынужден покинуть страну.
В 1953—1954 годах занимал должность приглашённого профессора в Университете Сан-Паулу, Бразилия. В США Зитте в конечном итоге был классифицирован как представлявший угрозу национальной безопасности. Из-за этого при пересадке в Нью-Йорке во время командировки в Рим ему было отказано в ночлеге в отеле, а затем агентами ФБР он был отправлен обратно в Бразилию.

### Обвинение в шпионаже в Израиле
В октябре 1954 года Зитте получил приглашение от университета Технион в Хайфе, Израиль, где он основал отделение ядерной физики и возглавил его. Уже в 1955 году он стал президентом Израильского физического общества. Благодаря своей должности он был также в курсе исследовательских проектов по ядерной физике в Институте Вейцмана и Еврейском университете в Иерусалиме. Зитте также отвечал за выполнение зарубежных заказов, в том числе космических проектов для Военно-воздушных сил США. В 1959 годы Зитте занял должность заместителя директора Техниона, и таким образом был в курсе проводимых там космических исследований.
По причине своего высокого положения Зитте находился под наблюдением израильской разведки и вызывал подозрения из-за своих многократных поездок в коммунистическую Чехословакию и двух поездок в Советский Союз, а также из-за многочисленных конспиративных встреч с чешским дипломатом в различных кафе. В июне 1960 года Зитте предложил своим сотрудникам написать отчёты о своей исследовательской работе. 15 июня того же года он был арестован в своём доме в Хайфе, в котором был проведён обыск. Зитте было предъявлено обвинение в передаче секретной информации иностранным государствам. В ходе допросов Зитте признал свои контакты с чешским дипломатом. Он заявил, что таким образом защищал своих проживавших в Чехословакии родственников, но что эти разговоры служили лишь обмену информацией между учёными. Согласно израильской разведке, Зитте опасался, что его исследования космических лучей как потенциального источника энергии могут привести к конфликту между двумя мировыми державами — США и Советским Союзом. Чтобы этого избежать, он раскрыл информацию об этом Советскому Союзу. 5 ноября 1960 года в окружном суде Хайфы начался закрытый процесс против Зитте по обвинению в нарушении закона о государственной безопасности Израиля 1957 года. 7 февраля 1961 года Зитте был приговорен к пяти годам лишения свободы за передачу секретной информации иностранному государству, став таким образом первым осуждённым по делу о шпионаже в истории Израиля. Позднее приговор был подтверждён в апелляционной инстанции. За хорошее поведение Зитте был досрочно освобождён из тюрьмы 26 марта 1963 года.

### Профессор во Фрайбурге
В 1963 году, после освобождения, Зитте женился во второй раз — его избранницей стала гражданка Западной Германии Юдит Зитте-Амон, урожденная Крымковская. В том же году, вместе с женой он переехал в Германию. С 1963 по 1971 год он был приглашённым профессором, а затем почётным профессором Фрайбургского университета. Кроме того, с 1964 по 1967 год он работал в Институте ядерной физики Общества Макса Планка в Гейдельберге. Также с 1966 по 1970 год работал в качестве ординарного профессора физики, а с 1970 по 1983 год входил в научный совет Лаборатории космо-геофизики Национального исследовательского совета в Турине, Италия. Был автором многочисленных научных публикаций.
Скончался во Фрайбурге 20 июня 1993 года.